# Filchneria balcarica
Filchneria balcarica is een steenvlieg uit de familie Perlodidae. De wetenschappelijke naam van de soort is voor het eerst geldig gepubliceerd in 1950 door Balinsky.